# Переволоцький район
Переволо́цький район (рос. Переволоцкий район) — муніципальний район Оренбурзької області Російської Федерації.
Адміністративний центр — селище Переволоцький.

## Географія
Район розташований в центральній частині Оренбурзької області та межує з Александровським, Сакмарським, Оренбурзьким, Ілецьким і Новосергієвським районами області.

## Історія
Північна частина району входила до складу Ток-Суранського кантону (Ток-Чуранського) Автономної Башкирської Республіки з листопада 1917 року по жовтень 1924 року. Район утворений в 1935 році. На початку 1960-их років був ліквідований, в 1965 році відновлений.

## Населення
Населення — 26004 особи (2019; 28345 в 2010, 29088 у 2002).

## Адміністративний поділ
Район адміністративно поділяється на 17 сільських поселень:
| Поселення                          | Площа, км² | Населення, осіб (2002) | Населення, осіб (2010) | Населення, осіб (2019) | Центр            | Населені пункти |
| ---------------------------------- | ---------- | ---------------------- | ---------------------- | ---------------------- | ---------------- | --------------- |
| Адамовська сільська рада           | 153,34     | 816                    | 750                    | 654                    | Адамовка         | 3               |
| Донецька сільська рада             | 170,95     | 949                    | 984                    | 946                    | Донецьке         | 1               |
| Зубочистенська сільська рада       | 84,64      | 879                    | 858                    | 758                    | Зубочистка Перша | 1               |
| Зубочистенська Друга сільська рада | 88,04      | 782                    | 778                    | 723                    | Зубочистка Друга | 1               |
| Кариновська сільська рада          | 118,11     | 739                    | 823                    | 765                    | Кариновка        | 3               |
| Кічкаська сільська рада            | 113,96     | 1471                   | 1380                   | 1215                   | Кічкасс          | 3               |
| Кубанська сільська рада            | 103,41     | 1438                   | 1457                   | 1361                   | Кубанка          | 3               |
| Мамалаєвська сільська рада         | 174,37     | 942                    | 1002                   | 869                    | Мамалаєвка       | 4               |
| Переволоцька селищна рада          | 212,68     | 10034                  | 9865                   | 9450                   | Переволоцький    | 4               |
| Південноуральська сільська рада    | 104,44     | 782                    | 895                    | 920                    | Сирт             | 1               |
| Преторійська сільська рада         | 227,52     | 2062                   | 1694                   | 1503                   | Преторія         | 6               |
| Родничнодольська сільська рада     | 267,68     | 1761                   | 1597                   | 1436                   | Родничний Дол    | 4               |
| Садова сільська рада               | 178,26     | 1196                   | 1126                   | 977                    | Садовий          | 4               |
| Степановська сільська рада         | 194,41     | 2007                   | 1913                   | 1645                   | Степановка       | 4               |
| Татищевська сільська рада          | 134,37     | 608                    | 605                    | 558                    | Татищево         | 1               |
| Часниковська сільська рада         | 147,56     | 1378                   | 1403                   | 1245                   | Часниковка       | 1               |
| Япринцевська сільська рада         | 282,70     | 1244                   | 1215                   | 979                    | Япринцево        | 5               |

2014 року були ліквідовані Абрамовська сільська рада та Сіннинська сільська рада, їхні території увійшли до складу Япринцевської сільради.

## Найбільші населені пункти
Нижче подано перелік населених пунктів з чисельність населення понад 1000 осіб:
| № | Населений пункт | Населення, осіб (2002) | Населення, осіб (2010) |
| - | --------------- | ---------------------- | ---------------------- |
| 1 | Переволоцький   | 9721                   | 9598                   |
| 2 | Часниковка      | 1378                   | 1403                   |
| 3 | Преторія        | 1478                   | 1232                   |
| 4 | Степановка      | 1226                   | 1161                   |
| 5 | Кубанка         | 1159                   | 1126                   |
| 6 | Родничний Дол   | 1111                   | 1006                   |

## Господарство
Основна галузь району — сільське господарство, спеціалізується на виробництві і переробці зерна, молока і м'яса. Головні зернові культури — яра пшениця і озиме жито. Значна площа зайнята під кормовими культурами.
Діяльність промислових підприємств району спрямована в основному на переробку і обслуговування сільського господарства: хлібоприймальний пункт, маслозавод, хлібозавод, районні електромережі, цехи по переробці м'яса, молока, сирцехи, млини, олійниці.